# Município de Archer (condado de Harrison, Ohio)
Localização do Ohio nos E.U.A.
O município de Archer (em inglês: Archer Township) é um município localizado no condado de Harrison no estado estadounidense de Ohio. No ano 2010 tinha uma população de 311 habitantes e uma densidade populacional de 4,76 pessoas por km².

## Geografia
O município de Archer encontra-se localizado nas coordenadas 40° 19′ 47″ N, 81° 01′ 37″ O. Segundo a Departamento do Censo dos Estados Unidos, o município tem uma superfície total de 65.31 km², da qual 65,21 km² correspondem a terra firme e (0,16 %) 0,11 km² é água.

## Demografia
Segundo o censo de 2010, tinha 311 pessoas residindo no município de Archer. A densidade de população era de 4,76 hab./km².